# Bryan Pelé
Bryan Pelé (Ploërmel, 25 mei 1992) is een Frans voetballer die doorgaans als vleugelspeler speelt. Hij verruilde Stade Brestois in juli 2017 transfervrij voor Troyes AC.

## Clubcarrière
Pelé komt uit de jeugdacademie van Lorient. Op 25 augustus 2013 debuteerde hij voor Lorient in de Ligue 1 tegen EA Guingamp. Hij viel na 68 minuten in voor Yann Jouffre.
1 Bouallak ·
2 Palmer-Brown ·
3 Koné ·
4 Biancone ·
5 Dingomé ·
6 Kouamé ·
7 Touzghar ·
9 Suk ·
10 Tardieu ·
11 Rodrigues ·
12 Conté ·
13 Ugbo ·
14 Chambost ·
15 Azamoum ·
16 Renot ·
17 Salmier ·
18 Ilić ·
19 El Hajjam ·
20 Ripart ·
22 Larouci ·
23 Rami  ·
24 Chavalerin ·
25 Baldé ·
26 Mothiba ·
27 Domingues ·
28 Chadli ·
29 Kaboré ·
30 Gallon ·
31 Metinho ·
40 Moulin ·
Coach: Irles